# TMK 201
TMK 201 – tramwaj wytwarzany w latach 1970–1974 w zakładach Đuro Đaković w Slavonskim Brodzie w Jugosławii dla systemów tramwajowych w Belgradzie i w Zagrzebiu. Wyprodukowano 70 sztuk w dwóch odmianach. Tramwaj TMK 201 zyskał potoczne nazwy Đuro oraz Bik (byk).

## Konstrukcja
TMK 201 to jednoczłonowy, jednokierunkowy, czteroosiowy, silnikowy wagon tramwajowy, będący rozwinięciem konstrukcji TMK 101. W porównaniu z nim wydłużono nadwozie i zwiększono moc silników. Nadwozie opiera się na dwóch dwuosiowych wózkach, w których każdą z osi napędza jeden silnik prądu stałego o mocy 60 kW. Wagon przystosowano do eksploatacji pojedynczo lub w składzie z doczepami biernymi. Tramwaj wyposażono w cztery rodzaje hamulców: elektrodynamiczne, ręczne, pneumatyczne i szynowe. Motorniczy kierował tramwajem za pomocą korbowego nastawnika jazdy. Po prawej stronie nadwozia zamontowano troje dwuczęściowych drzwi harmonijkowych. Wewnątrz umieszczono siedzenia ze sklejki w układzie 1+1. Z przodu tramwaju zamontowano jeden reflektor. Większość części wykorzystywanych do budowy tramwaju pochodziła z importu z zagranicy.

## Dostawy
| Państwo        | Miasto         | Typ            | Lata dostaw     | Liczba | Numery taborowe |       |
| -------------- | -------------- | -------------- | --------------- | ------ | --------------- | ----- |
| Jugosławia     | Belgrad        | TMK-1B         | 1970–1971, 1974 | 40     | 72–111          | [ 6 ] |
| Jugosławia     | Zagrzeb        | TMK-1Z         | 1973–1974       | 30     | 201–231         | [ 7 ] |
| Łączna liczba: | Łączna liczba: | Łączna liczba: | Łączna liczba:  | 70     |                 |       |

## Eksploatacja

### Zagrzeb
W ramach przygotowań do zakupu tramwajów TMK 201 konieczna była przebudowa łuków na niektórych skrzyżowaniach w Zagrzebiu, ponieważ nowe tramwaje z powodu większej skrajni nie mogłyby się mijać na zakrętach. Pierwszy wagon dostarczono do miasta 31 grudnia 1973 r., a ostatni w czerwcu 1974. Oficjalne rozpoczęcie eksploatacji nastąpiło 22 stycznia 1974 r..
W latach 1994–2002 część zagrzebskich TMK 201 wykorzystano do skonstruowania trójczłonowych tramwajów TMK 2100.